# Israel Velázquez
Israel Velázquez Montes de Oca (Ciudad de México México, 5 de julio de 1976) futbolista Mexicano que juega como Defensa. 

## Trayectoria
Surgido del Club de Fútbol Cuautitlán de la Primera A, debuta con el Club Necaxa en Primera en el Verano 1999. Es adquirido por Pachuca en el Invierno 2000 y regresa al equipo en el Apertura 2003.
Para el Clausura 2006 lo jugó en la Primera A con el Puebla.

### Clubes
| Club                | País                | Año         | Partidos | Goles | Media |
| ------------------- | ------------------- | ----------- | -------- | ----- | ----- |
| Real Cuautitlán     | México              | 1997 - 1999 | 51       | 3     | 0.06  |
| I.D. Necaxa         | México              | 1999 - 2000 | 8        | 0     | 0     |
| Pachuca C.F.        | México              | 2000 - 2002 | 53       | 1     | 0.02  |
| Acapulco F.C.       | México              | 2003        | 4        | 0     | 0     |
| I.D. Necaxa         | México              | 2003 - 2005 | 26       | 0     | 0     |
| Puebla F.C.         | México              | 2006        | 6        | 0     | 0     |
| Total en su carrera | Total en su carrera | 1997 - 2006 | 151      | 4     | 0.01  |

## Estadísticas

### Clubes
La siguiente tabla detalla los encuentros disputados y los goles marcados en los clubes en los que ha militado.
| Real Cuautitlán · México | 2.ª                 | 1997-98             | 23  | 2 | - | - | -  | -  | 23  | 2 |
| Real Cuautitlán · México | 2.ª                 | 1998-99             | 28  | 1 | - | - | -  | -  | 28  | 1 |
| Real Cuautitlán · México | 2.ª                 | Total               | 51  | 3 | - | - | -  | -  | 51  | 3 |
| C. Necaxa · México | 1.ª                 | 1999                | 3   | 0 | - | - | 0  | 0  | 3   | 0 |
| C. Necaxa · México | 1.ª                 | 1999-00             | 3   | 0 | - | - | 2  | 0  | 5   | 0 |
| C. Necaxa · México | 1.ª                 | 2003-04             | 10  | 0 | 1 | 0 | -  | -  | 11  | 0 |
| C. Necaxa · México | 1.ª                 | 2004-05             | 6   | 0 | 1 | 0 | -  | -  | 7   | 0 |
| C. Necaxa · México | 1.ª                 | 2005                | 8   | 0 | - | - | -  | -  | 8   | 0 |
| C. Necaxa · México | 1.ª                 | Total               | 30  | 0 | 2 | 0 | 2  | 0  | 34  | 0 |
| Pachuca C.F. · México | 1.ª                 | 2000-01             | 12  | 0 | - | - | 4  | 0  | 13  | 0 |
| 2001-02 | 1.ª                 | 25                  | 0   | - | - | 4 | 1  | 29 | 1   |   |
| 2002 | 1.ª                 | 11                  | 0   | - | - | - | -  | 11 | 0   |   |
| Total | 1.ª                 | 48                  | 0   | - | - | 8 | 1  | 53 | 1   |   |
| Acapulco F.C. · México | 2.ª                 | 2003                | 4   | 0 | - | - | -  | -  | 4   | 0 |
| Acapulco F.C. · México | 2.ª                 | Total               | 4   | 0 | - | - | -  | -  | 4   | 0 |
| Puebla F.C. · México | 2.ª                 | 2006                | 6   | 0 | - | - | -  | -  | 6   | 0 |
| Puebla F.C. · México | 2.ª                 | Total               | 6   | 0 | - | - | -  | -  | 6   | 0 |
| Total en su carrera | Total en su carrera | Total en su carrera | 139 | 3 | 2 | 0 | 10 | 1  | 151 | 4 |
| (1)Incluye datos de la Pre Pre Libertadores (1998), InterLiga (2004 y 2005) (2)Incluye datos de la Copa Mundial de Clubes de la FIFA (2000), Concacaf Liga de Campeones (1999 y 2002). |                     |                     |     |   |   |   |    |    |     |   |